# Pereilema
Pereilema là một chi thực vật có hoa trong họ Hòa thảo (Poaceae).

## Loài
Chi Pereilema gồm các loài: